# Gredzinskiya bipunctata
Gredzinskiya bipunctata är en insektsart som beskrevs av Fernando Chiang och Knight 1990. Gredzinskiya bipunctata ingår i släktet Gredzinskiya och familjen dvärgstritar.
Artens utbredningsområde är Taiwan. Inga underarter finns listade i Catalogue of Life.